# KV17
Die Grabanlage KV17 (auch Belzonis Grab, Grab des Apis) im südöstlichen Wadi des ägyptischen Tals der Könige ist die Ruhestätte des altägyptischen Königs (Pharao) Sethos I. aus der 19. Dynastie. Es gilt von den bisher in der Nekropole identifizierten Gräbern als das längste und tiefste Grab und sowohl in Bauweise als auch in seiner Ausstattung mit kunstvollen Wandgemälden und umfangreichen religiösen Hieroglyphentexten als Musterbeispiel der hochentwickelten altägyptischen Kultur.

## Architektur und Ausstattung

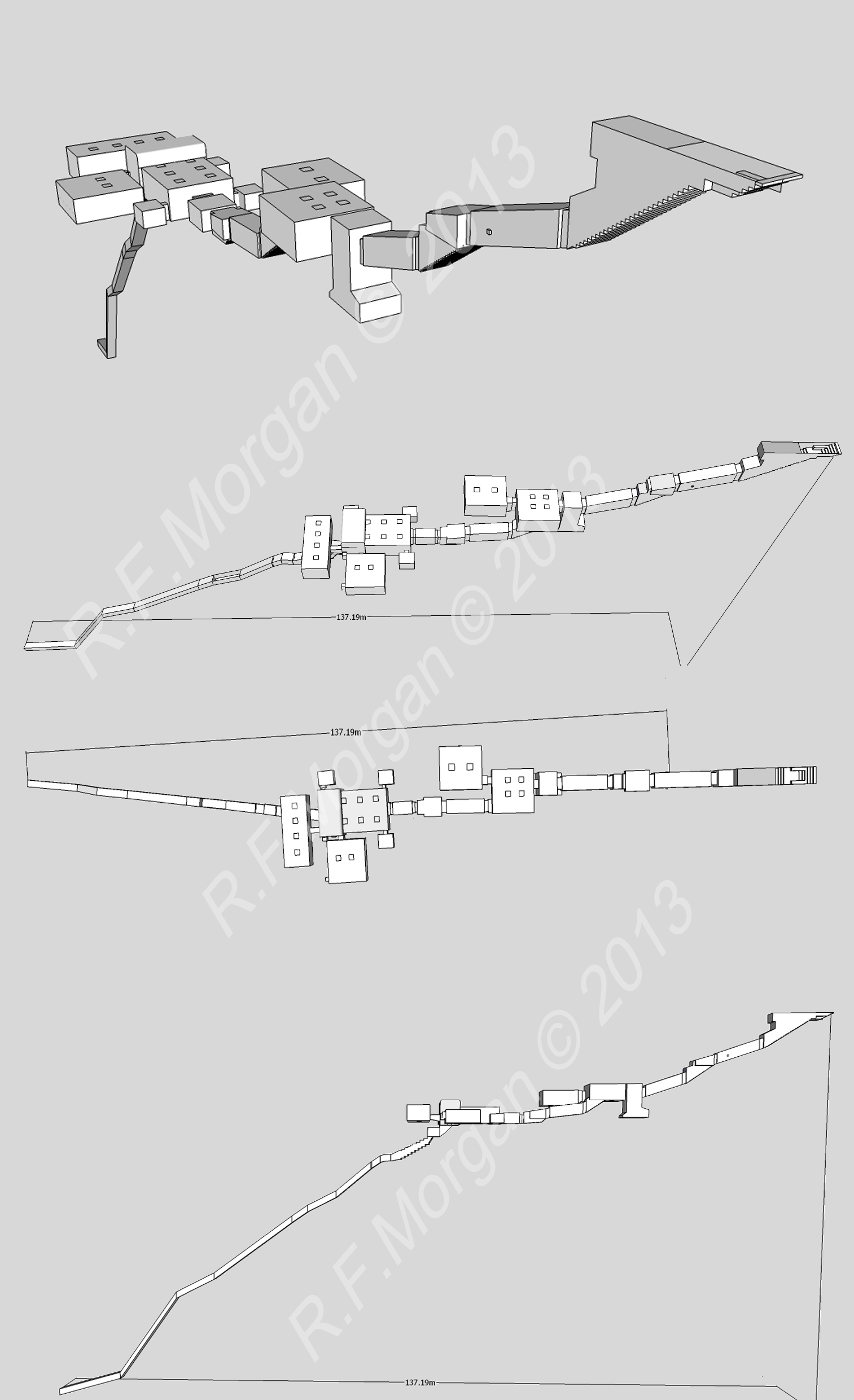
Isometrische Darstellung, Grundriss und Schnittzeichnung des Grabes

Die Gewölbegänge besitzen eine geradlinige und südwestliche Achsenausrichtung und durchmessen mit sieben Korridoren und zehn Kammern eine bisher freigelegte Gesamtlänge von 137 Metern. Das Grabmal Sethos’ I. spiegelt die hochentwickelte altägyptische Grabbaukunst durch eine äußerst komplexe und fast vollständige Ausgestaltung mit Wandmalereien und religiösen Texten wider, die für alle folgenden im Neuen Reich angelegten Gräber im Tal der Könige Maßstäbe gesetzt hat.
Die Grabwände schildern so auf bemaltem und erhabenem Relief erstmals ausführlich die mythologische Dramaturgie der Reise des Königs in das Jenseits. Darunter befindet sich im Eingangskorridor und im darauffolgenden Treppenschacht als Eröffnungsszene die Litanei des Re, in der sich der Pharao mit dem Sonnengott vereinigt. Daneben enthält das Grab auch das Totenbuch, das Pfortenbuch, Szenen aus dem Amduatbuch sowie das Buch der göttlichen Kuh und die Mundöffnungszeremonie. Die im Folgenden beschriebenen Kammern, Korridore und Treppen sind mit zunehmender Tiefe von A bis K nummeriert.

### Säulenhalle F
Die erste Säulenhalle F ist eine annähernd rechteckige Kammer, deren mit Sternen verzierte Decke von vier Säulen entlang der Grabachse gestützt wird. Alle Wandflächen sind vollständig bemalt. Die Wandbemalung an der linken südöstlichen Wand enthält in drei waagerechten Registern die Fünfte Stunde des Pfortenbuches. Entsprechend der konventionellen Darstellung werden die verschiedenen 12 Gottheiten, die den 12 Stunden der Nacht zugeordnet sind, entlang einer Schnur geführt, die damit symbolisch die Zeit einteilen. Im mittleren Register wird der schlangengestaltige Gott der Finsternis Apophis zurückgedrängt und die verschiedenen Ba des verstorbenen Königs dargestellt. Die fünfte Stunde wird im unteren Register durch eine typische Szene abgeschlossen, in der Horus über vier Menschen verschiedener Hautfarbe wacht, vertretend für die vier damals bekannten Bevölkerungsgruppen der Menschheit Ägypter, Libyer, Nubier und Asiaten, und ihnen Fortbestand im Jenseits versichert.

### Grabkammer J
In der Grabkammer stieß Belzoni unterhalb des Sarkophags Sethos’ I., der sich heute im Londoner Sir John Soane’s Museum befindet, auf einen undekorierten etwa 1 Meter breiten und 1,50 Meter hohen und mindestens 120 Meter langen abschüssigen Schacht, welcher bis heute nicht vollständig ausgegraben wurde. 2001 genehmigte die Ägyptische Altertümerverwaltung eine geophysikalische Untersuchung dieses Korridors K am unteren Ende des Grabes. 2010 erfolgte eine erneute Untersuchung des Korridors, deren Ergebnisse 2013 veröffentlicht wurden: Der Tunnel konnte vollkommen ausgegraben und stabilisiert werden, gab aber keine weiteren archäologischen Funde preis; lediglich die ägyptischen Tiefbaumethoden konnten so näher studiert werden.

Sethos I. als Gerechtfertigter vor Isis (Darstellung im Eingangsbereich).
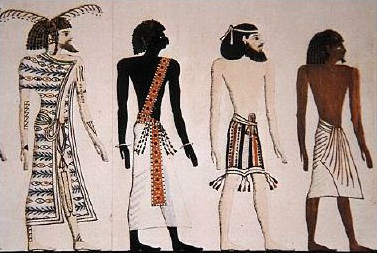
Die vier Ethnien: Libyer, Nubier, Syrer und Ägypter in der Fünften Stunde des Pfortenbuches in Kammer F.
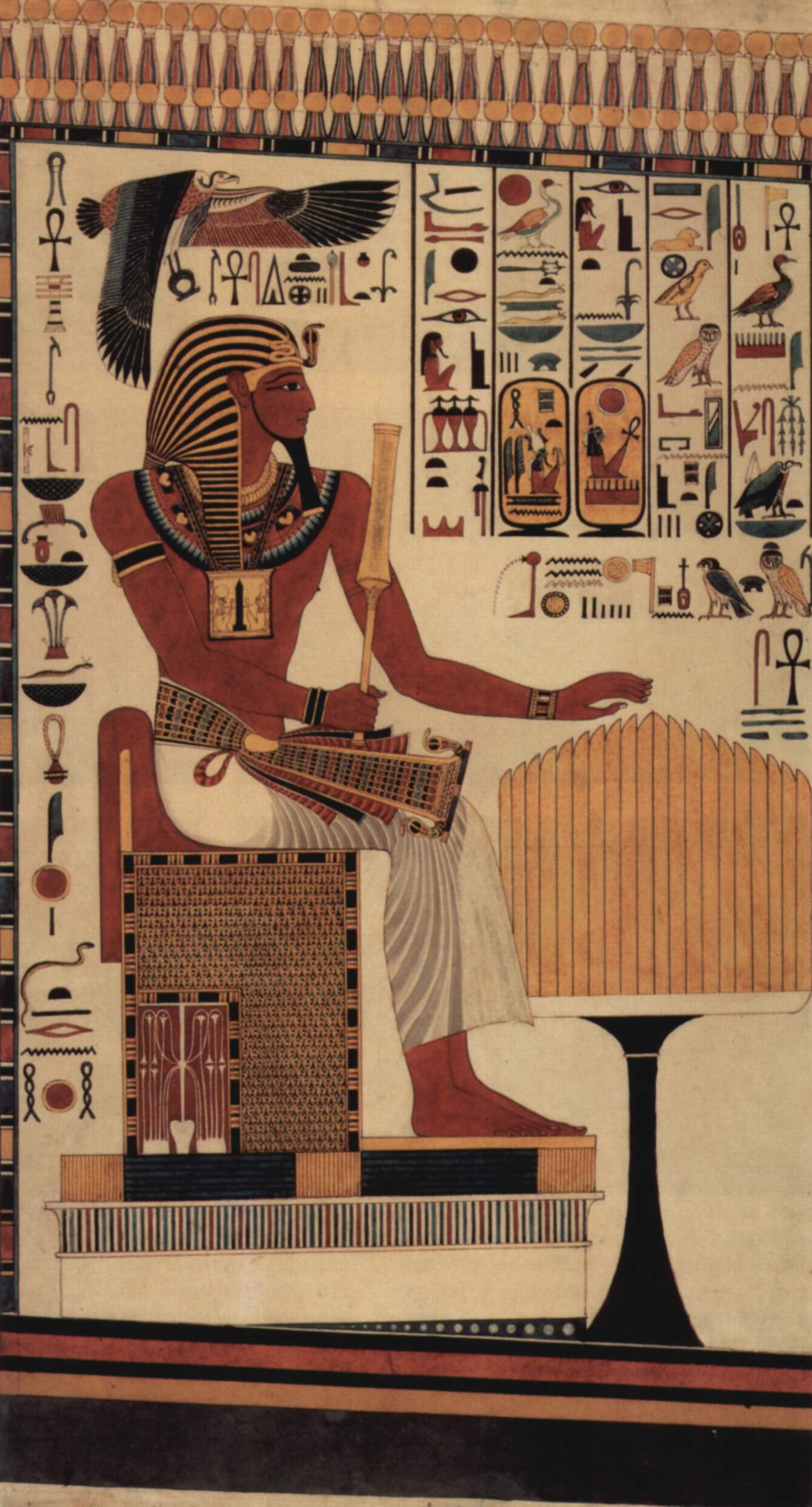
Abschrift einer Wandmalerei aus dem Grab des Sethos I., Henry William Beechey, um 1818.

## Geschichtliche Entwicklung des Grabes

### Das Grab in antiker Zeit
Der britische Ägyptologe Alan Gardiner datierte die Entstehung des Grabmals auf einen Zeitraum zwischen 1308 und 1294 v. Chr. Nach dem Begräbnis Sethos’ I. diente KV17 als vorübergehendes Versteck für zahlreiche andere Königsmumien, darunter die der Pharaonen Ramses I. und Ramses II., bevor sie sukzessive nach TT320 umgebettet wurden.

### Das Grab in der Neuzeit

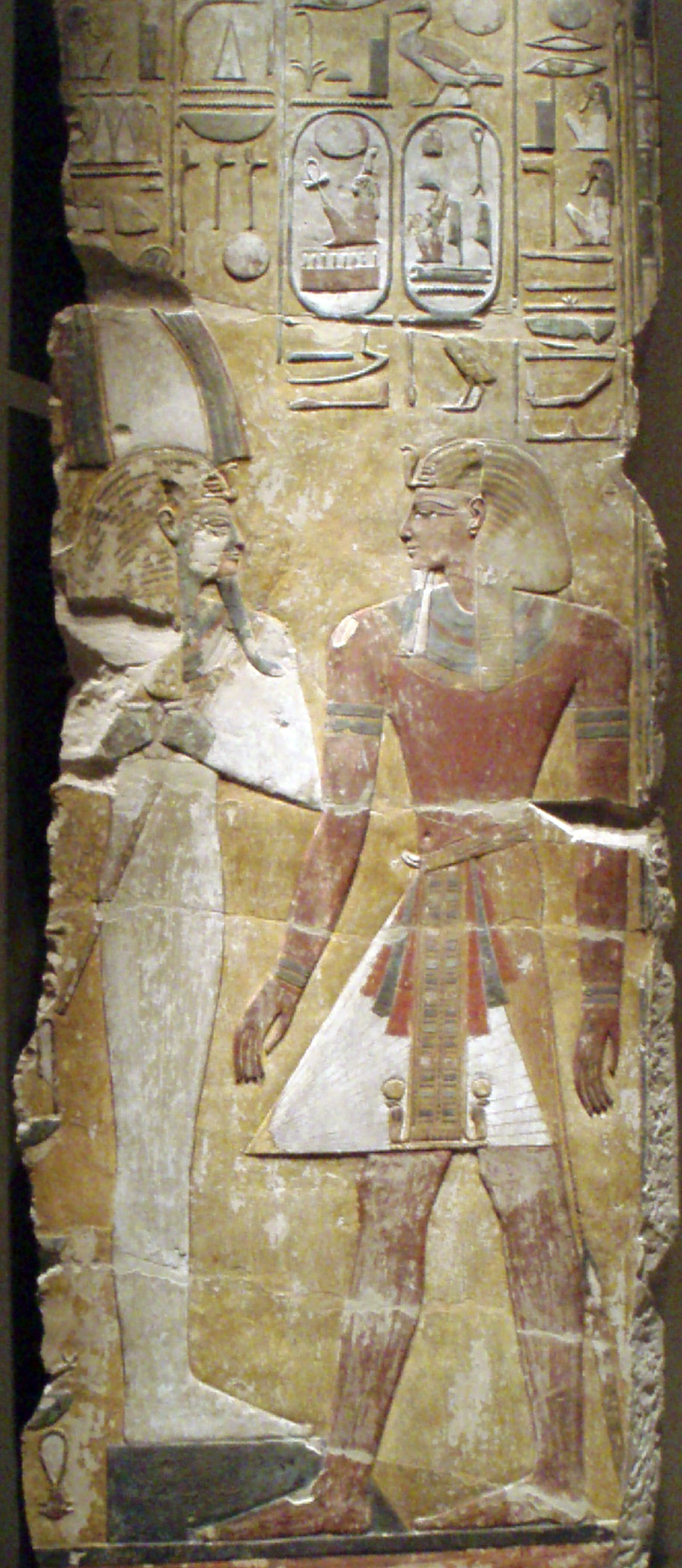
Relief eines Pfeilers aus der Grabkammer Sethos I. im Ägyptischen Museum Berlin

Giovanni Battista Belzoni entdeckte das Grab nach Freilegung von KV16, als er am 16. Oktober 1817 in unmittelbarer Nähe am Fuß eines steil aufragenden Hügels erneut graben ließ. Nachdem die Arbeiter am Folgeabend tatsächlich auf einen behauenen Felsen stießen, konnte Belzoni am 18./19. die Grabanlage betreten und in der Folge erste Konservierungs- und Ausgrabungsarbeiten vornehmen, in deren Rahmen er bis zu 90 Meter in den von der Grabkammer abgehenden Schacht vordrang. Außerdem nahm Belzoni Auswertungen der Hieroglyphentexte und Wandmalereien mithilfe von Wachsabdrücken und Aquarellzeichnungen vor. Während seiner Arbeiten bezog Belzoni zusammen mit seiner Frau das Grab kurzfristig als Unterkunft.
James Burton setzte die Konservierungsmaßnahmen 1825 durch den Bau kleiner Umwallungen am Grabeingang zum Schutz vor Wassereinbruch fort und befreite den Brunnenschacht vom Schutt vorangegangener Ausgrabungen. Zwischen 1844 und 1845 erfolgte durch den deutschen Ägyptologen Richard Lepsius zum ersten Mal eine umfangreiche Vermessung des Grabes, die er in Grundrissplänen festhielt. Große Aufmerksamkeit schenkte Lepsius dabei auch der gewölbten astronomischen Sternendecke in der Grabkammer. Der britische Ägyptologe Howard Carter führte anschließend von 1902 bis 1904 statische Ausbesserungen durch, indem er die von Champollion und Rosellini entfernten und in den Pariser Louvre bzw. nach Florenz verbrachten Türpfosten durch Mauerwerk ersetzte. Außerdem versah er den Eingang zu Schacht K mit Mauerwerk und legte an seinem oberen Ende eine gemauerte Treppe an. Bedauerlicherweise wurden die Wandmalereien durch die zahlreichen Wachskopien und durch Kerzenrauch und feuchte Atemluft beschädigt und sind im Vergleich zum Entdeckungszustand stark verblasst oder verschwunden. In der Vermutung, Schacht K führe zur eigentlichen mit wertvollen Grabbeigaben angefüllten Grabkammer Sethos’ I., erweiterte Scheich Ali Abdul Rassul in den 1950er Jahren den Korridor etwa um weitere 30 Meter, ohne jedoch auf die von ihm erhoffte Kammer zu stoßen.
Das Theban Mapping Project veröffentlichte 1979 einen vervollständigten Grundriss des Grabes einschließlich des Schachtes K, dessen Zweck und Ziel weiterhin ungeklärt blieb, und argumentierte, die extreme Tiefe des steil abfallenden Ganges widerspreche der Theorie, das Grab Sethos’ I. sei mit einer unterirdischen Struktur östlich des Grabes verbunden. Der Schweizer Archäologe und Ägyptologe Gerhardt Haeny vertritt die Ansicht, der Gang führe Wasser zu und erfülle damit die gleiche symbolische Funktion, wie sie im Kenotaph Sethos’ I. in Abydos vorliege, wo nach altägyptischer Glaubensvorstellung die Begräbnisstätte eine unterirdische Verbindung mit der Urflut Nun als Symbol für Schöpfung und Wiedergeburt eingeht.
Digitale Rekonstruktion für den Erhalt

Die Theban Necropolis Preservation Initiative (TNPI), eine Kooperation der Factum Foundation und der Universität Basel bemüht sich um die digitale Konservierung von antiken Fundstätten. In der Ausstellung „Scanning Sethos. Die Wiedergeburt eines Pharaonengrabes“ vom 29. Oktober 2017 – 6. Mai 2018 im Antikenmuseum Basel ist im Rahmen einer wissenschaftlichen Nachbildung ein maßstabgetreues Faksimile der zwei prächtigsten Grabkammern und des Sarkophags Sethos‘ I zu sehen. Die Faksimile-Rekonstruktion entstand durch moderne Reproduktionstechnik zur Rettung von bedrohtem Kulturerbe: ein 3D-Scanning der Objekte und Räume erfolgte 2016 mittels Laser-Scannern, Canon EOS Digitalkameras sowie speziell entwickelter Software. Die Re-Materialisierung erfolgte durch eine Kombination aus CNS-Fräsen von Kunststoff-Platten für die grobe Modellierung und einer Beschichtung durch dünne flexible Relief-Folien aus einem vom Projekt EIGER entwickelten Reliefdruckverfahren, bei dem ein Océ 3D-Drucker zum Einsatz kommt. Dabei erfolge auch eine Digitale Restaurierung fehlender Fragmente.